# Буланд
Буланд (африк. Boland, буквально «земля наверху» или «верхняя страна») — географический регион в Западно-Капской провинции ЮАР.
Расположен к северо-востоку от Кейптауна а средних и верхних течениях рек Берг и Бреде, окружая горы центральной части гребня Кейп-Фоулд (Капские горы). Нередко регион также известен под более поздним названием «Капский винодельческий регион» (Cape Winelands), поскольку именно здесь изготавливается основная часть капских вин ЮАР.
Хотя чёткого определения границ Буланда нет, центральной частью Буланда считается местность между городами Стелленбос, Парл и Вустер, а наиболее дальние границы простираются до городов Малмсбери, Тюльбах, Свеллендам и Сомерсет-Уэст. К юго-востоку располагается Большой Кейптаун, к северо-западу Свартланд и West Coast, к северо-востоку Большой Карру, к востоку Малый Карру, а к югу — Оверберг.
Название «Буланд» носят ряд местных спортивных команд.

## Массовая культура
Местности посвящена популярная песня «Моё сердце тоскует по Буланду», которую впервые исполнил Ге Корстен в фильме «Золото Крюгера», а затем Кеннет Маккеллар во время гастролей в ЮАР.